# Мари-Турекский район

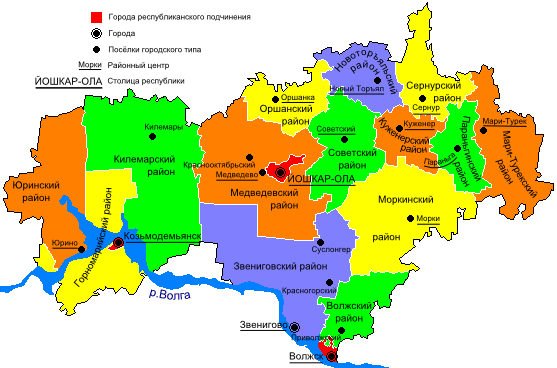
Республика Марий Эл

Мари́-Туре́кский райо́н (мар. Марий Турек кундем) — административно-территориальная единица и муниципальное образование (муниципальный район) в составе республики Марий Эл Российской Федерации.
Административный центр района — посёлок городского типа Мари-Турек.

## География
Мари-Турекский район расположен на востоке республики Марий Эл. На северо-востоке он граничит с Малмыжским и Уржумским районами Кировской области, на юго-востоке с Балтасинским и Арским районами республики Татарстан, а на западе граничит с Сернурским, Параньгинским и Моркинским районами Марий Эл.
Территория района занимает более 1500 км2 (или 150 000 га), с севера на юг он протянулся на 76 километров, с запада на восток — на 36 километров. Почти треть его площади покрыта лесами.

## История
Образован как Мари-Турекский кантон 28 августа 1924 года в составе Марийской автономной области. В 1932 году кантон был переименован в Мари-Турекский район, с 1936 года — в составе Марийской АССР. 6 декабря 1943 года 10 сельсоветов Мари-Турекского района были переданы в новый Хлебниковский район. 11 марта 1959 года к Мари-Турекскому району были присоединены части территорий упразднённых Косолаповского и Хлебниковского районов.
В соответствии с Законом Республики Марий Эл от 18 июня 2004 года № 15-З «О статусе, границах и составе муниципальных районов, городских округов в Республике Марий Эл» район преобразован в  Мари-Турекский муниципальный район в составе республики Марий Эл.

## Население
| 1939    | 1959    | 1970    | 1979    | 1989    | 2002    | 2005    | 2009    | 2010    |
| ------- | ------- | ------- | ------- | ------- | ------- | ------- | ------- | ------- |
| 35 532  | ↗36 241 | ↘33 367 | ↘29 901 | ↘27 698 | ↘25 577 | ↘24 500 | ↘23 358 | ↘23 155 |
| 2011    | 2012    | 2013    | 2014    | 2015    | 2016    | 2017    | 2018    | 2019    |
| ↘23 005 | ↘22 270 | ↘21 588 | ↘21 049 | ↘20 606 | ↘20 268 | ↘19 955 | ↘19 565 | ↘19 102 |
| 2020    | 2021    | 2023    |         |         |         |         |         |         |
| ↘18 650 | ↘17 933 | ↘17 406 |         |         |         |         |         |         |

### Урбанизация
В городских условиях (пгт Мари-Турек) проживают 25,14 % населения района.

### Национальный состав
Национальный состав населения Мари-Турекского района согласно Всероссийской переписи населения 2010 года. По данным переписи в районе встречаются представители 30 национальностей.
| № |                           | Численность населения, чел. (2010) | % от всего | % от указав- ших нацио- наль- ность |
| - | ------------------------- | ---------------------------------- | ---------- | ----------------------------------- |
|   | всего                     | 23 155                             | 100,00 %   |                                     |
| 1 | Марийцы                   | 11 449                             | 49,45 %    | 50,00 %                             |
| 2 | Русские                   | 5670                               | 24,49 %    | 24,76 %                             |
| 3 | Татары                    | 4231                               | 18,27 %    | 18,48 %                             |
| 4 | Удмурты                   | 1356                               | 5,86 %     | 5,92 %                              |
| 5 | Узбеки                    | 55                                 | 0,24 %     | 0,24 %                              |
| 6 | Украинцы                  | 27                                 | 0,12 %     | 0,12 %                              |
| 7 | Чуваши                    | 23                                 | 0,10 %     | 0,10 %                              |
| 8 | Таджики                   | 21                                 | 0,09 %     | 0,09 %                              |
|   | другие                    | 34                                 | 0,15 %     | 0,15 %                              |
|   | указали национальность    | 22 898                             | 98,89 %    | 100,00 %                            |
|   | не указали национальность | 257                                | 1,11 %     |                                     |

По итогам переписи населения 2020 года проживали следующие национальности (национальности менее 0,1 % и другое см. в сноске к строке «Другие»):
| Национальность | Численность, чел. | Доля     |
| -------------- | ----------------- | -------- |
| Марийцы        | 8985              | 50,10 %  |
| Русские        | 4690              | 26,15 %  |
| Татары         | 3088              | 17,22 %  |
| Удмурты        | 922               | 5,14 %   |
| Другие         | 248               | 1,39 %   |
| Итого          | 17 933            | 100,00 % |

## Административное деление
В Мари-Турекский район как административно-территориальную единицу входят 1 посёлок городского типа (пгт) и 5 сельских округов. Сельские округа одноимённы образованным в их границах сельским поселениям, а пгт — городскому поселению.
В Мари-Турекский муниципальный район входят 6 муниципальных образований, в том числе 1 городское поселение и 5 сельских поселений.
| №        | Муниципальное образование | Административный центр   | Количество населённых пунктов | Население (чел.) | Площадь (км²) |
| -------- | ------------------------- | ------------------------ | ----------------------------- | ---------------- | ------------- |
| 1e-06    | Городское поселение:      |                          |                               |                  |               |
| 1        | Мари-Турек                | пгт Мари-Турек           | 30                            | ↘7812            | 381,29        |
| 1.000002 | Сельские поселения:       |                          |                               |                  |               |
| 2        | Карлыганское              | деревня Большой Карлыган | 18                            | ↘2255            | 128,80        |
| 3        | Косолаповское             | село Косолапово          | 21                            | ↘2270            | 212,34        |
| 4        | Мари-Биляморское          | село Мари-Билямор        | 15                            | ↘1691            | 256,03        |
| 5        | Марийское                 | посёлок Мариец           | 18                            | ↘1399            | 303,35        |
| 6        | Хлебниковское             | село Хлебниково          | 18                            | ↘1979            | 232,05        |

### Населённые пункты
В Мари-Турекском районе 120 населённых пунктов.
| №   | Населённый пункт | Тип     | Население | Муниципальное образование           |
| --- | ---------------- | ------- | --------- | ----------------------------------- |
| 1   | Азянково         | деревня | ↘132      | Косолаповское сельское поселение    |
| 2   | Аимково          | деревня | ↗166      | городское поселение Мари-Турек      |
| 3   | Акпатырево       | деревня | ↗76       | Косолаповское сельское поселение    |
| 4   | Александровский  | деревня | ↘44       | Мари-Биляморское сельское поселение |
| 5   | Алексеевское     | село    | ↘210      | городское поселение Мари-Турек      |
| 6   | Андреевский      | посёлок | ↗6        | городское поселение Мари-Турек      |
| 7   | Арып-Мурза       | деревня | ↘117      | Косолаповское сельское поселение    |
| 8   | Ашлань-Билямор   | деревня | ↗86       | Мари-Биляморское сельское поселение |
| 9   | Ашлань-Вершина   | деревня | ↘42       | городское поселение Мари-Турек      |
| 10  | Болгары          | деревня | ↘43       | Марийское сельское поселение        |
| 11  | Большая Вочерма  | деревня | ↘89       | Косолаповское сельское поселение    |
| 12  | Большие Коршуны  | деревня | →0        | Косолаповское сельское поселение    |
| 13  | Большие Коршуны  | деревня | →0        | Хлебниковское сельское поселение    |
| 14  | Большие Ноли     | деревня | ↗242      | Мари-Биляморское сельское поселение |
| 15  | Большое Опарино  | деревня | ↘472      | Хлебниковское сельское поселение    |
| 16  | Большой Карлыган | деревня | ↗907      | Карлыганское сельское поселение     |
| 17  | Большой Руял     | деревня | ↘54       | Косолаповское сельское поселение    |
| 18  | Большой Шаганур  | деревня | ↗6        | городское поселение Мари-Турек      |
| 19  | Ведерники        | деревня | ↘103      | Марийское сельское поселение        |
| 20  | Верхний Мир      | деревня | ↘15       | Марийское сельское поселение        |
| 21  | Верхний Турек    | деревня | ↗257      | городское поселение Мари-Турек      |
| 22  | Верхняя Сенда    | деревня | ↗35       | Мари-Биляморское сельское поселение |
| 23  | Ворончихино      | деревня | ↘0        | Мари-Биляморское сельское поселение |
| 24  | Вошма            | деревня | ↘61       | Косолаповское сельское поселение    |
| 25  | Дружино          | деревня | ↘117      | Марийское сельское поселение        |
| 26  | Дубровка         | деревня | →8        | Марийское сельское поселение        |
| 27  | Елка             | деревня | ↘9        | городское поселение Мари-Турек      |
| 28  | Елымбаево        | деревня | ↗398      | Мари-Биляморское сельское поселение |
| 29  | Ельсуково        | деревня | ↗2        | городское поселение Мари-Турек      |
| 30  | Заводской        | посёлок | ↗176      | городское поселение Мари-Турек      |
| 31  | Зверево          | деревня | ↗15       | городское поселение Мари-Турек      |
| 32  | Ивская Вершина   | деревня | ↘258      | Хлебниковское сельское поселение    |
| 33  | Исмаил           | деревня | ↘73       | Марийское сельское поселение        |
| 34  | Кирино           | деревня | ↘5        | Марийское сельское поселение        |
| 35  | Киселёво         | деревня | ↘223      | Карлыганское сельское поселение     |
| 36  | Китнемучаш       | деревня | ↗127      | городское поселение Мари-Турек      |
| 37  | Козлоял-Сюба     | деревня | ↘5        | Косолаповское сельское поселение    |
| 38  | Косолапово       | село    | ↗1560     | Косолаповское сельское поселение    |
| 39  | Крупино          | деревня | ↘232      | Хлебниковское сельское поселение    |
| 40  | Кукарск          | деревня | ↘7        | Косолаповское сельское поселение    |
| 41  | Кукрем           | деревня | →61       | Карлыганское сельское поселение     |
| 42  | Курбатово        | деревня | →0        | городское поселение Мари-Турек      |
| 43  | Кушко-Билямор    | деревня | ↘34       | Мари-Биляморское сельское поселение |
| 44  | Лебедево         | деревня | ↘46       | Хлебниковское сельское поселение    |
| 45  | Лесной           | посёлок | ↘156      | Мари-Биляморское сельское поселение |
| 46  | Лом              | деревня | ↘110      | Хлебниковское сельское поселение    |
| 47  | Лопово           | деревня | →186      | Карлыганское сельское поселение     |
| 48  | Люсинер          | деревня | →109      | Карлыганское сельское поселение     |
| 49  | Малая Купта      | деревня | ↗72       | городское поселение Мари-Турек      |
| 50  | Малая Мунамарь   | деревня | ↘120      | Косолаповское сельское поселение    |
| 51  | Малая Нуса       | деревня | ↘22       | Марийское сельское поселение        |
| 52  | Малинкино        | деревня | ↘28       | Косолаповское сельское поселение    |
| 53  | Малые Нослы      | деревня | ↘23       | Марийское сельское поселение        |
| 54  | Малые Янгурцы    | деревня | ↘3        | Марийское сельское поселение        |
| 55  | Малый Карлыган   | деревня | ↘106      | Карлыганское сельское поселение     |
| 56  | Малый Сардабаш   | деревня | →0        | Марийское сельское поселение        |
| 57  | Малый Тюнтерь    | деревня | ↘65       | Марийское сельское поселение        |
| 58  | Мамсинер         | деревня | →55       | Карлыганское сельское поселение     |
| 59  | Манылово         | село    | ↘35       | Мари-Биляморское сельское поселение |
| 60  | Мари-Билямор     | село    | ↘872      | Мари-Биляморское сельское поселение |
| 61  | Мари-Возармаш    | деревня | ↗221      | городское поселение Мари-Турек      |
| 62  | Мариец           | посёлок | ↘728      | Марийское сельское поселение        |
| 63  | Мари-Китня       | деревня | ↗331      | городское поселение Мари-Турек      |
| 64  | Мари-Купта       | деревня | ↗502      | городское поселение Мари-Турек      |
| 65  | Мари-Ноледур     | деревня | ↗47       | городское поселение Мари-Турек      |
| 66  | Мари-Посенур     | деревня | ↘138      | Карлыганское сельское поселение     |
| 67  | Мари-Турек       | пгт     | ↘4376     | городское поселение Мари-Турек      |
| 68  | Мари-Шолкер      | деревня | ↗121      | городское поселение Мари-Турек      |
| 69  | Мари-Шолнер      | деревня | ↗138      | городское поселение Мари-Турек      |
| 70  | Нартас           | посёлок | ↗412      | Мари-Биляморское сельское поселение |
| 71  | Нижний Руял      | деревня | ↘47       | Косолаповское сельское поселение    |
| 72  | Нижний Турек     | деревня | ↗348      | городское поселение Мари-Турек      |
| 73  | Нижний Шолдынер  | деревня | ↘2        | Карлыганское сельское поселение     |
| 74  | Нижняя Мосара    | деревня | ↘201      | Хлебниковское сельское поселение    |
| 75  | Новая Пижмарь    | деревня | ↗103      | Карлыганское сельское поселение     |
| 76  | Новопавловский   | посёлок | ↘154      | Марийское сельское поселение        |
| 77  | Новый Мир        | деревня | ↘35       | Марийское сельское поселение        |
| 78  | Орсюба           | деревня | ↘64       | Косолаповское сельское поселение    |
| 79  | Пабайнур         | деревня | ↘78       | Карлыганское сельское поселение     |
| 80  | Пахомово         | деревня | ↘0        | Карлыганское сельское поселение     |
| 81  | Петровское       | деревня | ↘10       | городское поселение Мари-Турек      |
| 82  | Письменер        | деревня | ↘58       | Косолаповское сельское поселение    |
| 83  | Пиштанка         | деревня | ↘10       | Хлебниковское сельское поселение    |
| 84  | По Речке Купта   | деревня | →1        | городское поселение Мари-Турек      |
| 85  | По Речке Ноля    | посёлок | ↘86       | городское поселение Мари-Турек      |
| 86  | Пумарь           | деревня | ↘17       | Косолаповское сельское поселение    |
| 87  | Руйка            | деревня | ↘9        | Хлебниковское сельское поселение    |
| 88  | Русская Мосара   | деревня | ↘31       | Хлебниковское сельское поселение    |
| 89  | Русский Ноледур  | деревня | ↗66       | городское поселение Мари-Турек      |
| 90  | Русский Шолнер   | деревня | ↗19       | городское поселение Мари-Турек      |
| 91  | Сабактур         | деревня | ↘59       | Косолаповское сельское поселение    |
| 92  | Сарда            | деревня | →57       | Карлыганское сельское поселение     |
| 93  | Сардаял          | деревня | ↗553      | Карлыганское сельское поселение     |
| 94  | Семёновка        | деревня | ↘69       | Хлебниковское сельское поселение    |
| 95  | Сенда            | деревня | ↘260      | Мари-Биляморское сельское поселение |
| 96  | Сизнер           | деревня | ↘99       | Хлебниковское сельское поселение    |
| 97  | Симоновск        | деревня | →0        | Марийское сельское поселение        |
| 98  | Средний Руял     | деревня | ↗36       | Косолаповское сельское поселение    |
| 99  | Сукма            | деревня | ↘226      | Хлебниковское сельское поселение    |
| 100 | Суходоево        | деревня | →0        | Хлебниковское сельское поселение    |
| 101 | Сысоево          | деревня | ↘523      | Косолаповское сельское поселение    |
| 102 | Сюльта           | деревня | ↘104      | Карлыганское сельское поселение     |
| 103 | Талый Ключ       | деревня | ↘12       | Хлебниковское сельское поселение    |
| 104 | Тат-Китня        | деревня | ↗871      | городское поселение Мари-Турек      |
| 105 | Тат-Шолкер       | деревня | ↗46       | городское поселение Мари-Турек      |
| 106 | Токпаево         | деревня | ↗146      | Мари-Биляморское сельское поселение |
| 107 | Толтенур         | деревня | ↘98       | Карлыганское сельское поселение     |
| 108 | Тошкем           | деревня | ↘126      | Хлебниковское сельское поселение    |
| 109 | Уржумноля        | деревня | ↗150      | Мари-Биляморское сельское поселение |
| 110 | Хлебниково       | село    | ↘939      | Хлебниковское сельское поселение    |
| 111 | Хозино           | деревня | ↘8        | Мари-Биляморское сельское поселение |
| 112 | Чуриково         | деревня | ↘55       | Косолаповское сельское поселение    |
| 113 | Шихалеево        | деревня | ↗65       | Карлыганское сельское поселение     |
| 114 | Шишинер          | деревня | ↘131      | Марийское сельское поселение        |
| 115 | Шора             | деревня | ↘422      | Марийское сельское поселение        |
| 116 | Шуварово         | деревня | ↘16       | Косолаповское сельское поселение    |
| 117 | Шургунур         | деревня | ↗190      | Карлыганское сельское поселение     |
| 118 | Энгербал         | деревня | ↗675      | городское поселение Мари-Турек      |
| 119 | Юмочка           | село    | ↘23       | Хлебниковское сельское поселение    |
| 120 | Яхино            | деревня | ↗33       | городское поселение Мари-Турек      |

Упразднённые населённые пункты:
- 1999 год — деревни Малый Шаганур и Куршаково[36]

## Здравоохранение
- МУЗ Мари-Турекская центральная районная больница,
- Хлебниковская участковая больница,
- Косолаповская участковая больница,
- Участковая больница п. Мариец.

## Известные люди
Иванов, Дмитрий Алексеевич (1902—1995) — первый секретарь Мари-Турекского райкома ВКП(б) (1938—1943).